# Giá cánh kéo
Giá cánh kéo là một thuật ngữ chỉ tỷ số giữa giá của sản phẩm này với giá của sản phẩm khác.
Giá cánh kéo thường được dùng để so sánh chênh lệch giữa giá hàng hóa công nghiệp với giá hàng hóa nông nghiệp.Thuật ngữ này ngày nay không chỉ giới hạn trong việc so sánh giữa hàng hóa nông nghiệp và hàng hóa công nghiệp mà còn mở rộng ra, ví dụ như khi áp dụng cho vàng và đô la.

## Điều kiện áp dụng
- Để tính được giá cánh kéo chúng ta cần phải xác định được chỉ số giá tại cổng trang trại, chỉ tiêu này cần phải tính cho những năm có điều kiện bình thường về thời tiết,khí hậu và thị trường.
- Xét trong mối tương quan giữa giá của hai loại hàng hóa thì giá hàng hóa công nghiệp cao tương đối, giá hàng hóa nông nghiệp thấp tương đối, giữa hai loại sản phẩm hàng hóa hình thành một mức chênh lệch giá.

## Ảnh hưởng
Do tính co giãn của giá sản phẩm nông nghiệp ít, nên giá không tăng nhanh như sản phẩm công nghiệp có giá co giãn nhiều hơn. Nông dân thường buộc phải mua hàng công nghiệp với giá tương đối cao, còn bán nông sản với giá tương đối thấp, do đó chênh lệch giữa giá hàng công nghiệp và giá nông sản có xu hướng ngày càng mở rộng thiệt hại cho giá nông sản và cho người nông dân.

## Khắc phục
Để hạn chế sự quá chênh lệch có thể gây ảnh hưởng tiêu cực đến sản xuất nông nghiệp, biện pháp thường được áp dụng là nhà nước thực hiện chính sách trợ giá cho sản phẩm nông nghiệp.

## Các loại giá cánh kéo
- Giá cánh kéo tính từ giá đầu vào.
- Giá cánh kéo tính từ giá sản phẩm tiêu dùng thành thị.
- Giá cánh kéo từ giá thị trường.